# رون كيمل
رون كيمل هو عالم حاسوب ومهندس إسرائيلي، ولد في 1963 في حيفا في إسرائيل.